# Bolesławiec (voivodia de Łódź)
Bolesławiec é um município no centro da Polônia. Pertence à voivodia de Łódź, no condado de Wieruszów. É a sede da comuna urbano-rural de Bolesławiec. Situa-se às margens do rio Prosna.
Estende-se por uma área de 2,9 km², com 1 150 habitantes, segundo o censo de 31 de dezembro de 2021, com uma densidade populacional de 396,6 hab./km².
Bolesławiec recebeu o foral de cidade em 1266. Foi privada de seus direitos municipais em 31 de maio de 1870 e incorporada à comuna de Bolesławiec, no condado de Wieluń. Entre 1870 e 1915, foi a sede da comuna rural de Bolesławiec, durante a Primeira Guerra Mundial (1915–1919) foi temporariamente uma cidade, de 1919 a 1948 foi a sede da comuna rural de Bolesławiec com assentamento único, e de 1949 a 1954 novamente da comuna de Bolesławiec com assentamento múltiplo. Em 1954–1972 foi a sede da gromada de Bolesławiec (desde 13 de novembro de 1954 no condado de Wieruszów), e desde 1973 da comuna reativada de Bolesławiec. De 1975 a 1998, pertenceu administrativamente à voivodia de Kalisz. Em 1 de janeiro de 2024, recuperou a condição de cidade.
É a segunda cidade da Polônia com o nome Bolesławiec.

## Toponímia
O vilarejo tem uma história medieval e existe desde pelo menos o século XIII. Ele foi mencionado pela primeira vez em 1266 em um documento registrado em latim como civitas Boleslaviensis, Boleslawecz, Bonzlavia, Bolisslavia, Bunczel, Boleslawice. O nome foi dado em homenagem a Boleslau, o Piedoso, Príncipe da Grande Polônia. 

## História

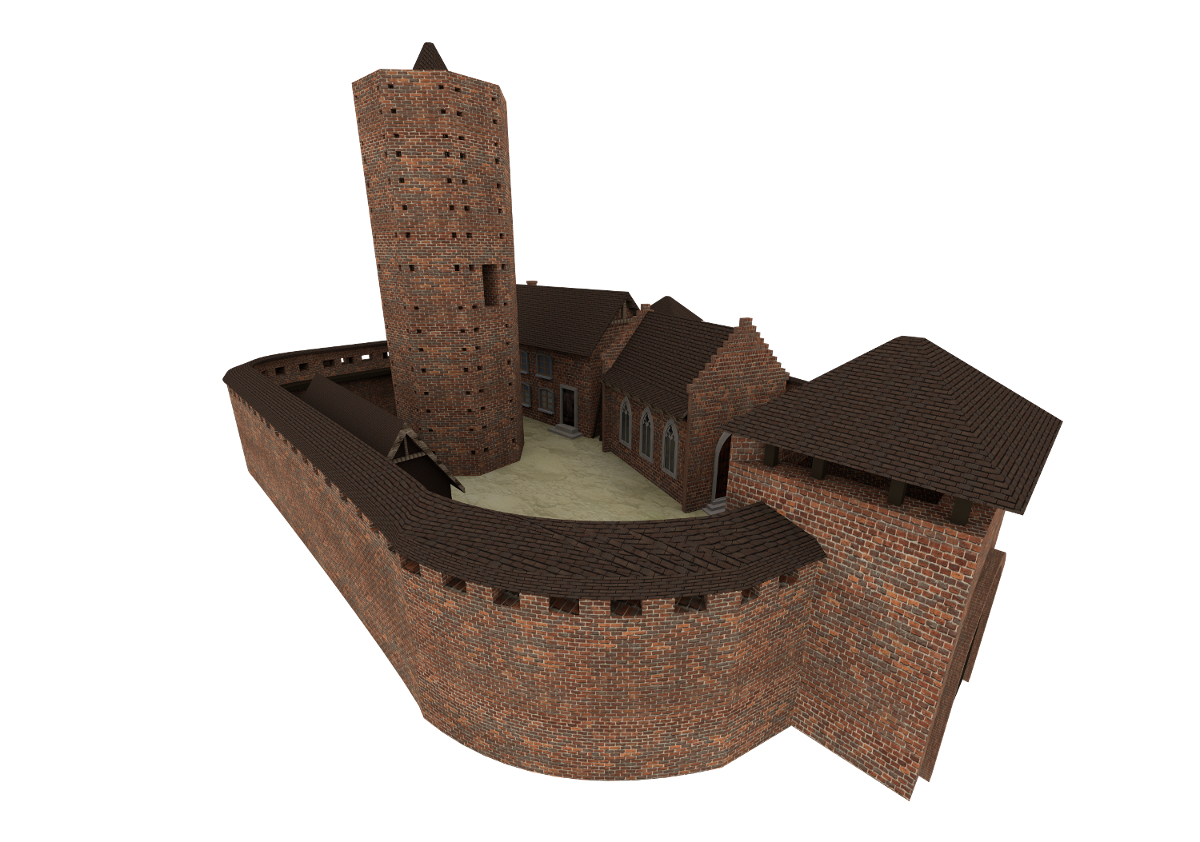
Castelo em Bolesławiec — após a reconstrução pelo duque Ladislau Opolczyk

A história da localidade como cidade começou durante a divisão do distrito em 1266, quando Boleslau, o Piedoso fundou uma cidade em seu distrito, registrada em um documento medieval como civitas Boleslaviensis. Mais tarde, Bolesławiec foi uma cidade real na Coroa do Reino da Polônia. Em 1314, ela foi incorporada à Coroa pelo rei polonês Vladislau, o Breve. Em 1335, as terras de Wieluń pertenciam ao rei polonês Casimiro, o Grande, que construiu um castelo de tijolos em Bolesławiec em 1370.
Após a morte de Casimiro, o Grande, em 1370, a cidade e toda a terra de Wieluń foram dadas como feudo pelo rei polonês Luís I da Hungria ao duque Ladislau Opolczyk, que, em 1393, legou a cidade à esposa Ofka e aos seus sobrinhos: Jan, Bolk e Bernard. Essas terras, com a cidade e o castelo, foram levadas e reincorporadas à Coroa pelo rei polonês Ladislau II Jagelão, que capturou a cidade em 1401. Em 1403, um privilégio medieval emitido para a fraternidade local de pobres listou pelo nome o prefeito, o vice-prefeito e 3 conselheiros, bem como 23 burgueses, incluindo 1 carpinteiro e 1 açougueiro. Os proprietários dos campos ou jardins ao redor eram 19 burgueses. Segundo o documento, a irmandade usava 2 lans, 2 jardins, 6 campos e a mansão Falkowski ao lado da mansão do castelo. Naquela época, havia também uma casa de banhos, um moinho e uma escola na cidade. Em 1454, havia uma alfândega em Bolesławiec, na rota de Varsóvia para Breslávia via Piotrków, Brzeźnica e Wieluń. Em 1550, foi estabelecida a fronteira entre a cidade e o vilarejo de Budzice e Opatowiec.
Em 1596, Mikołaj Zebrzydowski, voivoda de Cracóvia e starosta de Bolesławiec, fundou uma igreja paroquial na cidade. No mesmo ano, uma irmandade literária foi fundada lá, aprovada pelo então Primaz e escritor Stanisław Karnkowski. No final do século XVI, a cidade ficava na tenuta de Bolesławiec, no condado de Wieluń da voivodia de Sieradz.

Durante o Dilúvio Sueco, a cidade foi saqueada e o castelo demolido pelos suecos. Em 1670, ele foi restaurado ao seu estado anterior pelo starosta local Jan Radziejowski. Esse starosta “concedeu um monastério nessa cidade, o que foi aprovado pelo Sejm de 1667”. Em meados do século XVIII, ele foi novamente destruído pelo exército de Carlos XII, permanecendo em ruínas até hoje. Durante a República das Duas Nações, a cidade foi sede de um starostado, permanecendo nas mãos do voivoda de Sieradz, Wojciech Opaliński, até 1770.
Após as partições da Polônia, a cidade se viu na partição russa na Polônia do Congresso como uma cidade governamental. Em 1827, estava localizada no condado de Ostrzeszów, distrito de Wieluń da voivodia de Kalisz e tinha 115 casas com 896 habitantes.

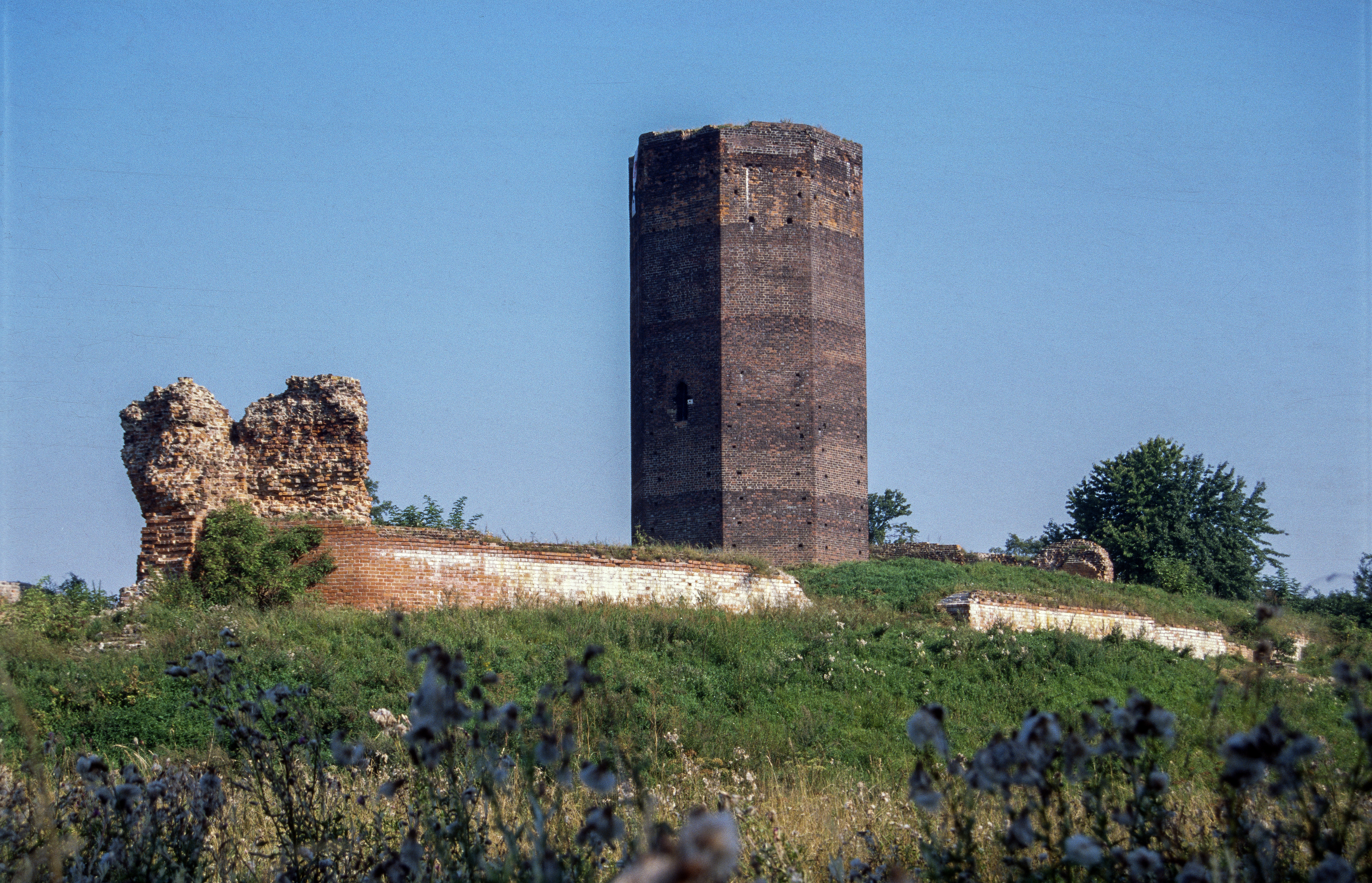
Torre gótica

O Dicionário Geográfico do Reino da Polônia do século XIX menciona Bolesławiec como um assentamento, anteriormente uma cidade governamental, situada na fronteira da Silésia, no condado de Wieluń. Em 1859, havia 115 casas com 1038 habitantes, incluindo 314 judeus. A vila perdeu seus direitos municipais como resultado da reforma administrativa czarista em 1870.
No período entre guerras, as seguintes unidades estavam estacionadas no vilarejo: posto avançado da Guarda de Fronteira da segunda linha “Bolesławiec” e, antes disso, um posto avançado da Guarda Aduaneira da segunda linha “Bolesławiec”.
A Irmandade Prasał — a única associação de irmãos prasał ainda existente na Polônia — funciona aqui. Essas irmandades, ou guildas em outras palavras, costumavam funcionar em muitas cidades da Polônia comerciando sal.

## Brasão
O brasão de Bolesławiec é uma reprodução da imagem colocada nos selos municipais de Bolesławiec pelo menos desde o século XV. O muro é um elemento típico do brasão das cidades, simbolizando os direitos municipais. A torre simboliza o castelo, e o escudo com a águia enfatiza o fato de pertencer às propriedades do monarca.

## Monumentos históricos
Conforme o registro de monumentos do Instituto do Patrimônio Nacional, os edifícios listados são:
- Igreja paroquial da Santíssima Trindade, 1696–1723[23]
- Ruínas de um castelo, fundado a algumas centenas de metros a sudoeste da praça principal, construído em duas fases principais: 1 - muralhas perimetrais — durante o reinado de Casimiro, o Grande, por iniciativa desse governante (décadas de 30 e 40 do século XIV, muito provavelmente); 2 - torre octogonal (bergfried) — no pátio, datada do reinado dos sucessores de Casimiro — a partir do 4.º trimestre do século XIV. Essa torre (até a altura de 22 metros) sobreviveu até hoje e é o elemento mais bem preservado e mais característico da fortaleza

Em 7 de fevereiro de 2007, um moinho de água de madeira do século XVIII no rio Prosna foi totalmente queimado. Três pessoas morreram no incêndio.

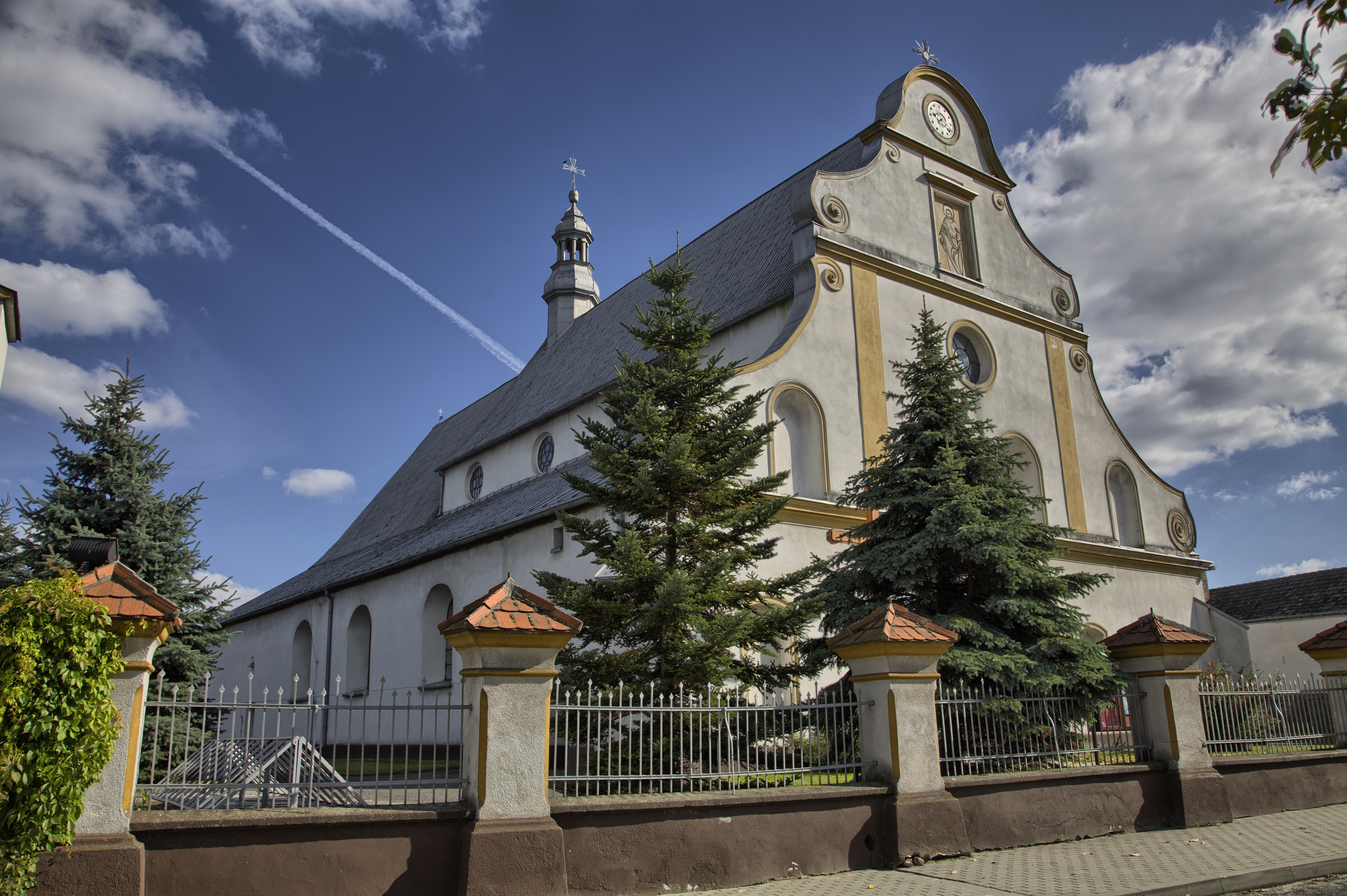
Igreja da Santíssima Trindade
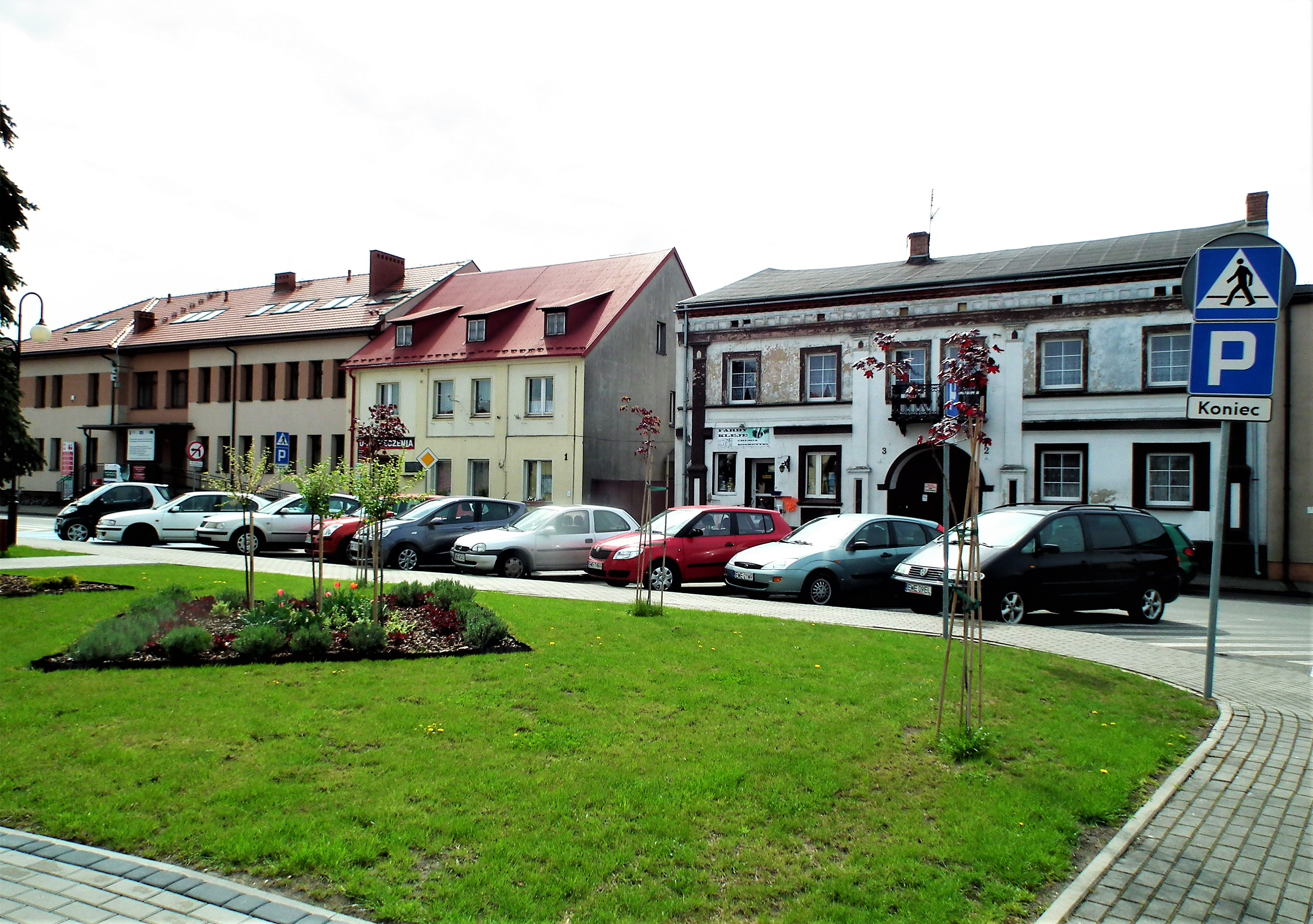
Praça principal